# 拜圖拉赫曼大清真寺
拜圖拉赫曼大清真寺，位于印度尼西亞班達亞齊，建成于1881年，是亞齊文化的象徵。

## 历史
大清真寺始建于1612年，亞齊蘇丹伊斯坎达尔·穆达在位期间。一说大清真寺早在1292年阿拉丁·马哈茂德沙（Alaidin Mahmudsyah）统治期间始建。大寺原是多层茅草顶，是当时亚齐式清真寺建筑的典型结构
1873年，荷属东印度军队入侵亚齐，进攻苏丹王宫，炮火烧毁了清真寺的茅草顶，荷军将领范斯维滕（Van Swieten）于是承诺联络出资重建清真寺。1879年，新寺动工，荷兰当局意图以次安抚亚齐社会。清真寺于1881年12月27日完工，为崭新的莫卧儿复兴式风格。不少亚齐民众不满清真寺是荷兰人所修建，起初并不愿前去礼拜。
建成之初，大寺仅有一座穹顶、一座宣礼塔，其余的穹顶和宣礼塔是在1935年、1958年、1982年三次增建的。如今，大寺共修建有七座穹顶、八座宣礼塔。
2004年印度洋大地震期间，清真寺仅受到轻微损伤，部分墙体有裂开情况，正门旁35米高的宣礼塔略有倾斜。大清真寺在班达亚齐受灾期间，一度改为避难所，两周后恢复礼拜。

## 建筑
大清真寺原由荷兰人赫里特·布鲁因斯（Gerrit Bruins）设计，L·P·勒伊克斯（L.P. Luijks）加以修改并主持修建，华人Lie A Sie为工程承包。清真寺为莫卧儿复兴式风格，以巨大的穹顶和高耸的宣礼塔为特征。建筑采用荷兰石料修建，穹顶为黑色，是由硬木瓦片拼接而成，形似瓷砖。清真寺内部修有立柱，墙面饰以浮雕，阶梯和地砖都采用中国大理石打造，窗户装有比利时彩绘玻璃，木门雕刻精湛，还装有华丽的青铜吊灯。清真寺共修有7座穹顶，8座宣礼塔，立柱共32根。

## 图册

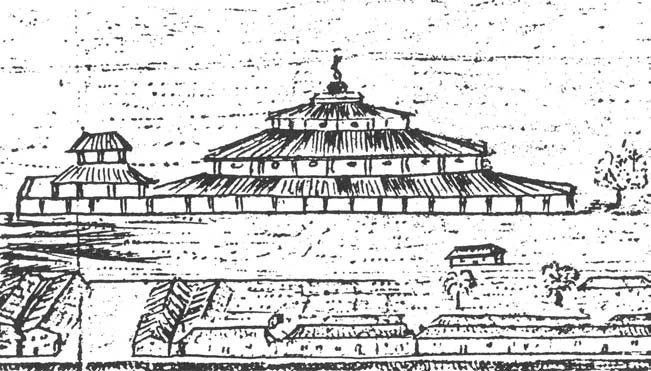
15世纪绘画，大清真寺原貌
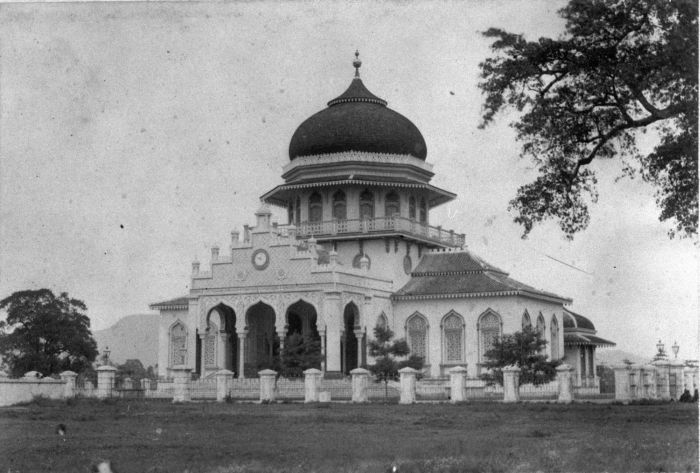
修建之初，清真寺仅有1座穹顶
清真寺内部，摄于约1895年
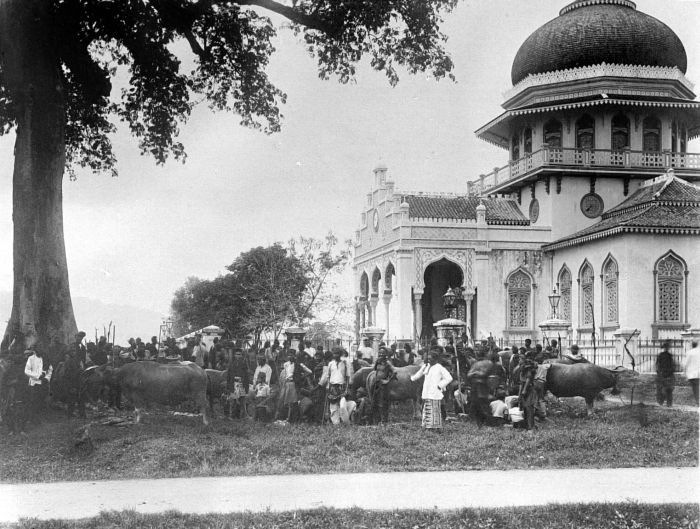
斋月结束时的水牛祝福仪式
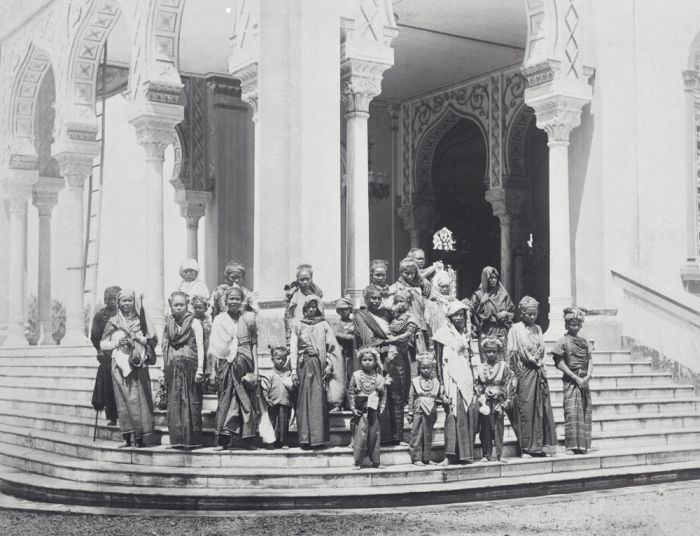
亚齐妇女身着盛装前来礼拜，摄于1915年至1920年间
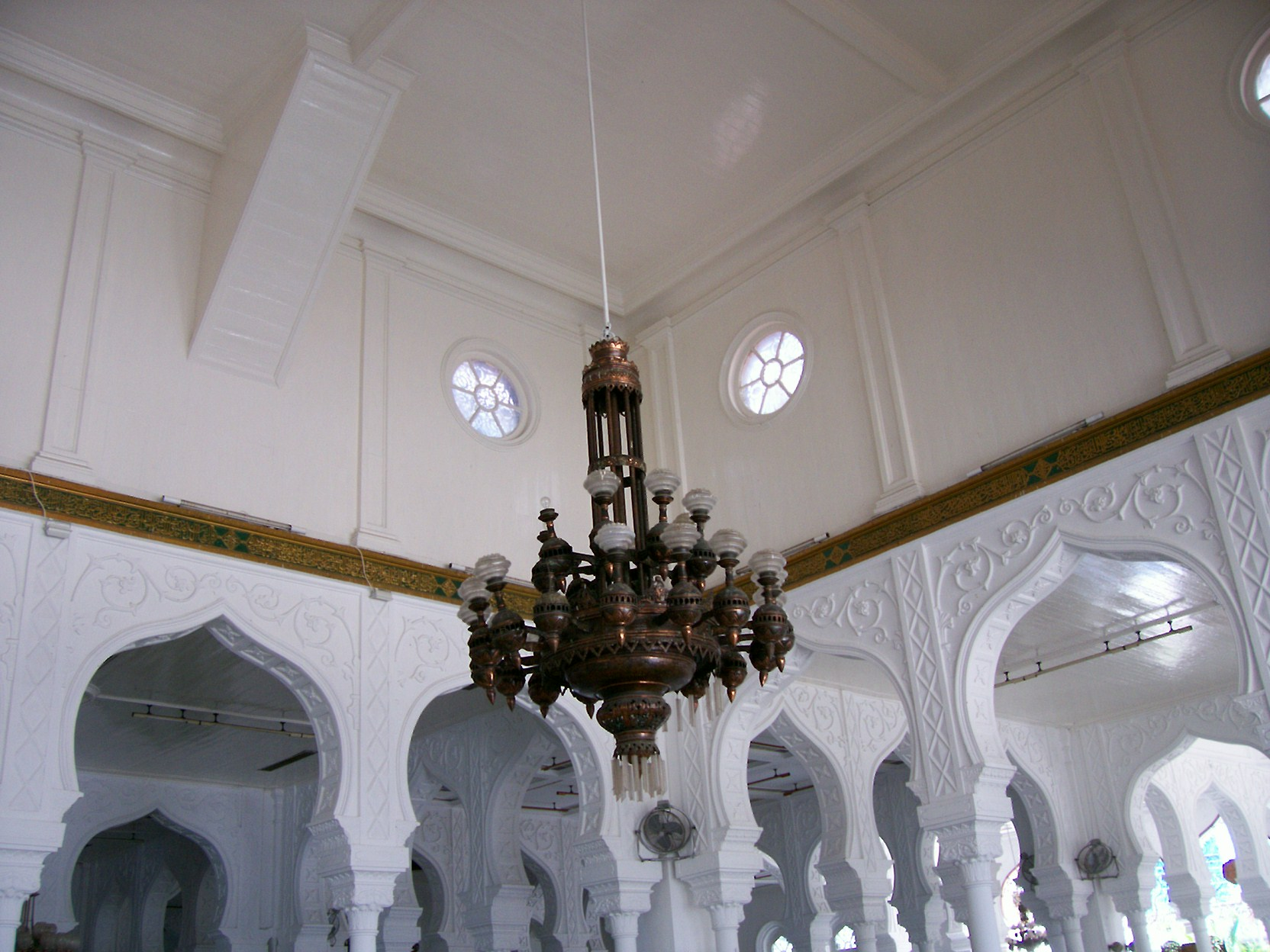
清真寺内部，可见柱廊和青铜吊灯
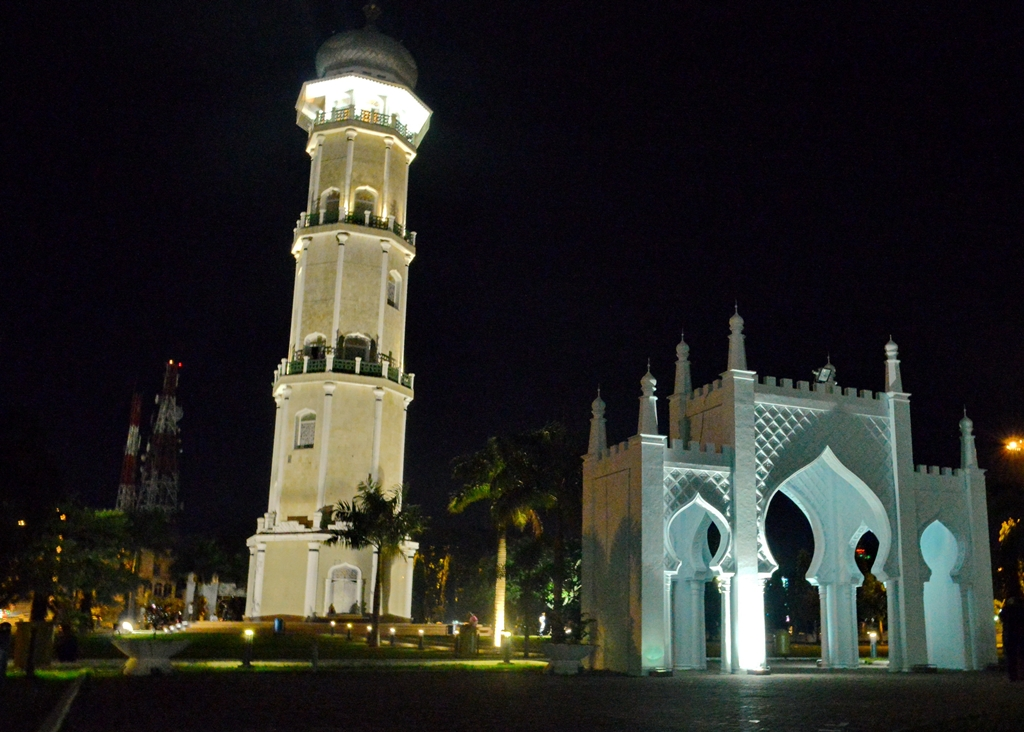
宣礼塔
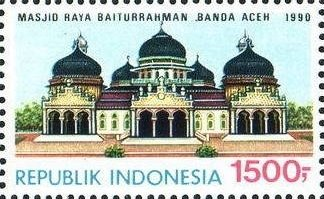
1990年邮票